# Weimar (stacja kolejowa)
Weimar – stacja kolejowa w Weimarze, w kraju związkowym Turyngia, w Niemczech. Znajdują się tu 3 perony.